# سیاهرگ گوشی پسین
سیاهرگ گوشی پسین (Posterior auricular vein) یا ورید گوشی خَلفی از سیاهرگ‌های سر است. این سیاهرگ از شبکه‌ای با سیاهرگ پس‌سری و سیاهرگ گیجگاهی سطحی آغاز می‌شود و از پشت لاله گوش فرومی‌رود و به داخل سیاهرگ گردنی بیرونی (ورید ژوگولار خارجی) تخلیه می‌شود.

## ساختار
سیاهرگ گوشی پسین از بالای کنار سر آغاز می‌شود، در شبکه‌ای که با شاخه‌های سیاهرگ پس‌سری و سیاهرگ گیجگاهی سطحی ارتباط برقرار می‌کند. از پشت لاله گوش پایین می‌آید. به بخش خلفی سیاهرگ پشت‌آرواره‌ای (ورید رتروماندیبولار) می‌پیوندد.< به داخل سیاهرگ گردنی بیرونی تخلیه می‌شود.
سیاهرگ گوشی پسین، سیاهرگ نیزه‌ای‌پستانکی (استیلوماستوئید) و برخی از شاخه‌ها را از سطح جمجمه گوش دریافت می‌کند.

### موردهای متفاوت
اگر دگرگونی‌هایی در سیاهرگ گردنی بیرونی وجود داشته باشد، سیاهرگ گوشی خلفی ممکن است به سیاهرگ گردنی درونی  (ورید ژوگولار داخلی) یا سیاهرگ گردنی پسین تخلیه شود.

## اهمیت بالینی
پوست ناحیه لاله‌گوشی‌پستانکی (اوریکولوماستوئید) سر ممکن است به صورت زبانه‌ای پیوند زده شود و سیاهرگ گوشی پسین را با خود نگه دارد.